# 水沢警察署
水沢警察署（みずさわけいさつしょ）は、かつて岩手県警察が管轄していた警察署の一つである。識別章所属表示はSG。

## 管轄区域
- 奥州市（ただし江刺区を除く）
- 胆沢郡金ケ崎町

## 沿革
- 1948年（昭和23年）- 岩手県警察部傘下だった水沢警察署を廃し、国家地方警察水沢地区警察署が発足
- 1954年（昭和29年）- 警察法改正で岩手県警察が発足し、水沢警察署が開署
- 2018年（平成30年）4月1日 - 江刺警察署と統合し、奥州警察署が開署

## 交番・駐在所

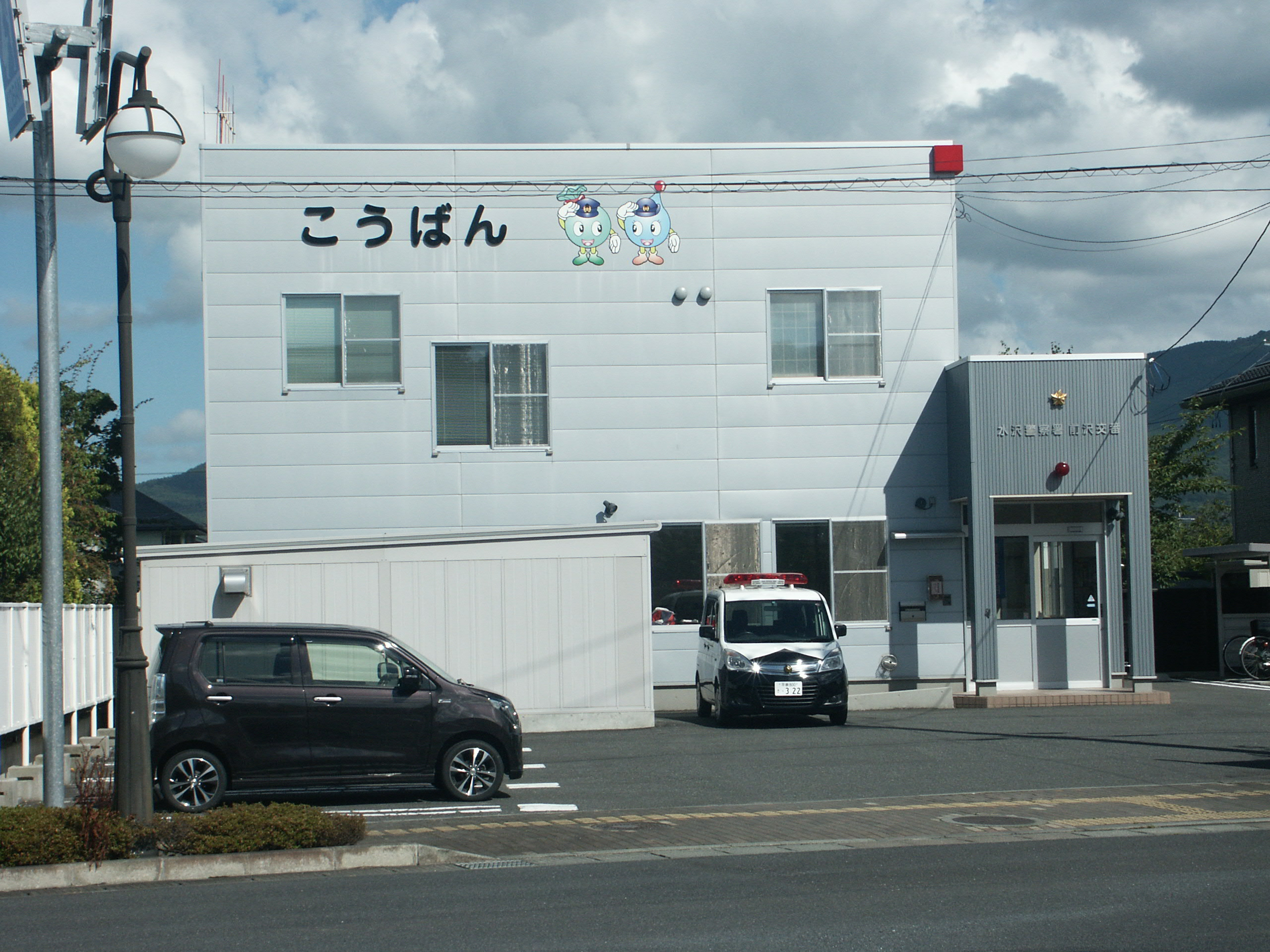
前沢交番

いずれも廃止時点でのもの。カッコ内は読み方。

### 交番
- 水沢駅前（みずさわえきまえ）交番
  - 管轄：奥州市中心部
- 常盤（ときわ）交番
  - 管轄：奥州市水沢区東部
- 金ヶ崎（かねがさき）交番
  - 管轄：金ヶ崎町中心部
- 前沢（まえさわ）交番
  - 管轄：奥州市前沢区の北上川以西地区

### 駐在所
- 佐倉河（さくらかわ）駐在所
  - 管轄：奥州市水沢区北部
- 真城（しんじょう）駐在所
  - 管轄：奥州市水沢区真情・真城が丘地区
- 羽田（はだ）駐在所
  - 管轄：奥州市水沢区羽田町地区
- 水沢南（みずさわみなみ）駐在所
  - 管轄：奥州市水沢区姉体町地区
- 永岡（ながおか）駐在所
  - 管轄：金ヶ崎町永栄地区・永沢地区
- 生母（せいぼ）駐在所
  - 管轄：奥州市前沢区の北上川以東地区
- 衣川（ころもがわ）駐在所
  - 管轄：奥州市衣川区全域
- 小山（おやま）駐在所
  - 管轄：奥州市胆沢区小山地区
- 南都田（なつた）駐在所
  - 管轄：奥州市胆沢区南都田地区
- 若柳（わかやなぎ）駐在所
  - 管轄：奥州市胆沢区若柳地区